# Ranunculus pseudovertumnalis
Ranunculus pseudovertumnalis är en ranunkelväxtart som beskrevs av Adolf Peter S.J. Haas. Ranunculus pseudovertumnalis ingår i släktet ranunkler, och familjen ranunkelväxter. Inga underarter finns listade i Catalogue of Life.